# ویشرام (واشینگتن)
ویشرام (به انگلیسی: Wishram) یک منطقهٔ مسکونی در ایالات متحده آمریکا است که در شهرستان کلیکیتات، واشینگتن واقع شده‌است. ویشرام ۳٫۳ کیلومتر مربع مساحت و ۲۱۳ نفر جمعیت دارد و ۵۴ متر بالاتر از سطح دریا واقع شده‌است.